# 北西英子
北西 英子（きたにし ひでこ、1929年〈昭和4年〉 - 1999年〈平成11年〉7月17日）は、日本の歴史研究家。女性の地位向上をテーマとした広島県の女性団体「広島女性史研究会」の代表。夫は政治学者で広島大学名誉教授の北西允。

## 経歴
山口県須佐町（後の萩市）で誕生した。男女差別の厳しい土地に生まれ育ったことが、後の活動の原点となった。1955年（昭和30年）に結婚に伴い、夫の都合で広島県へ転居した。
1970年（昭和45年）、女性の地位向上をテーマとして、ボランティア活動などに携わる主婦たちを集めて広島女性史研究会を発足させ、代表を務めた。1981年（昭和56年）に、新聞から拾った女性の記事を年表にまとめ、『新聞集成広島女性史』を出版した。1983年（昭和58年）には、広島女性史研究会による中国新聞の連載記事「山陽路の女たち」が開始された。この連載に際しては、研究会一同の大半が執筆業未経験であったが、北西の「電話帳で同姓者に片っ端から電話したら見つかった」などの情熱と行動力が一同を鼓舞し、文章化に成功した。この書では、女性の自立のために奮闘した人々が多く取り上げられており、北西自身もそうした人物の1人と評価された。
1987年（昭和62年）、終戦直後の孤児救援活動から、代の反核運動に携わる女性まで、22人の女性の生き方を、広島女性史研究会『ヒロシマの女たち』（ドメス出版）として出版。必ず本人か、故人なら親戚に会うという取材方法で、ほとんど紹介されてこなかった女性たちを正・続の2冊が発行された。
日本国内での活動のほか、1985年（昭和60年）には広島市代表として国連女性会議に、1995年（平成7年）には北京で開催された世界女性会議に出席した。
1996年（平成8年）、『新聞集成広島女性史』『ヒロシマの女たち』で広島出身の女性たちを多く取り上げて、「地域に埋もれて忘れ去られた女性たちをペンの力で甦らせた」として、広島県地域文化功労者表彰を受けた。
極度の医者嫌いであり、1999年（平成11年）に、夫が体調の異変に気付いて無理やり病院で診察を受けさせると、子宮癌の転移が判明した。その3か月後の同1999年7月17日、広島市中区の病院で、腎不全により満70歳で死去した。